# ذياب مشهور
ذياب مشهور البوخابور (1946- 2022 م) فنان ومطرب شعبي سوري، تميّز بالغناء الفراتي الأصيل، وقدّم أغانيَ كثيرةً واشتَهَر على مستوى الوطن العربي. اشترك في عدد من الأعمال في التلفزة السورية، منها مع دريد لحام (غوَّار) و ناجي جبر (أبو عنتر) في أعمال فلكلورية سورية قديمة. وعُرف بلقب المطرب الفراتي. اعتزل الغناء سنة 2004. وكُرِّم في حفل بدمشق سنة 2018.

ذياب مشهور في مسلسل صح النوم

## ولادته وبدايته
ولد في بلدة موحسن بمحافظة دير الزور بتاريخ 15 فبراير 1946 وتوفي في 24 سبتمبر 2022.
بدأ مسيرته الفينة في عام 1958 شرقي سوريا، وتحديدًا في موحسن بمحافظة دير الزور. اعتمد على قدرته السمعية وتعلم على يد الموسيقي الكفيف يوسف جاسم الذي عثر عليه في منطقته وعلَّمه المقامات الشرقية وفنون الأداء. استطاع أن يؤلف كلمات أغنياته ويضع ألحانها بنفسه، وكان مشروعه هو نشر الأغنية الفراتية السورية، الذي عمل عليه منذ سبعينيات القرن العشرين إلى أن قرر الاعتزال في تسعينياتها. صُنِّف مطربًا في إذاعة دمشق بموجب قرار لجنة مكوَّنة من مجموعة من الفنانين الكبار.

## مسلسل صح النوم
التقى مع الفنان دريد لحام في سنة 1972م واشترك معه في مسلسل صح النوم وغنى بعض الأغاني مثل (طولي يا ليلة) و(ميلي علي ميلي). كما شاركه أيضًا بمسلسل ملح وسكر حيث غنى (يابو ردين) من ألحان عبد الفتاح سكر و(علمايا).

## الأغاني
له الكثير من الأغاني الجميلة التي ذاع صيتها في سوريا والعالم العربي في سبعينيات وثمانينيات القرن العشرين منها أغنية يا بو رديٍن يا بو ردانا، وعالماية عالماية، ونمنم خانم، وغيرها.

## روابط خارجيّة
- ذياب مشهور على موقع قاعدة بيانات الأفلام العربية